# Chiesa di Santa Maria in Trivio
La chiesa di Santa Maria in Trivio è una chiesa di Roma, nel rione Trevi, in piazza dei Crociferi.

## Storia
La chiesa ebbe anticamente la denominazione di Santa Maria in Xenodochio, o più semplicemente in synodo per la vicinanza con l'ospizio per ammalati e pellegrini (xenodochio), fondato secondo la tradizione da Belisario, il generale di Giustiniano che resse l'Italia dopo averla liberata dai Goti nel 537. La chiesa mantenne questo nome fino al XV secolo, quando venne gradualmente sostituito da quello di Santa Maria in Trivio.
Nel 1535 la chiesa era parrocchia, soppressa nel 1601, ripristinata nel 1669 e definitivamente soppressa da Leone XII nel 1825.
Nel 1571 la chiesa fu affidata all'ordine dei Crociferi, che tra il 1573 e il 1575 fecero ricostruire la chiesa dall'architetto Giacomo Del Duca. Dopo la soppressione dei Crociferi, la chiesa passò di mano diverse volte: nel 1657 fu affidata ai Camilliani, che provvidero a ulteriori lavori di restauro e di decorazione; nel 1839 fu affidata ai Caracciolini; infine, nel 1854 Pio IX la affidò alla Congregazione dei Missionari del Preziosissimo Sangue, che ancora oggi la possiedono.

## Descrizione

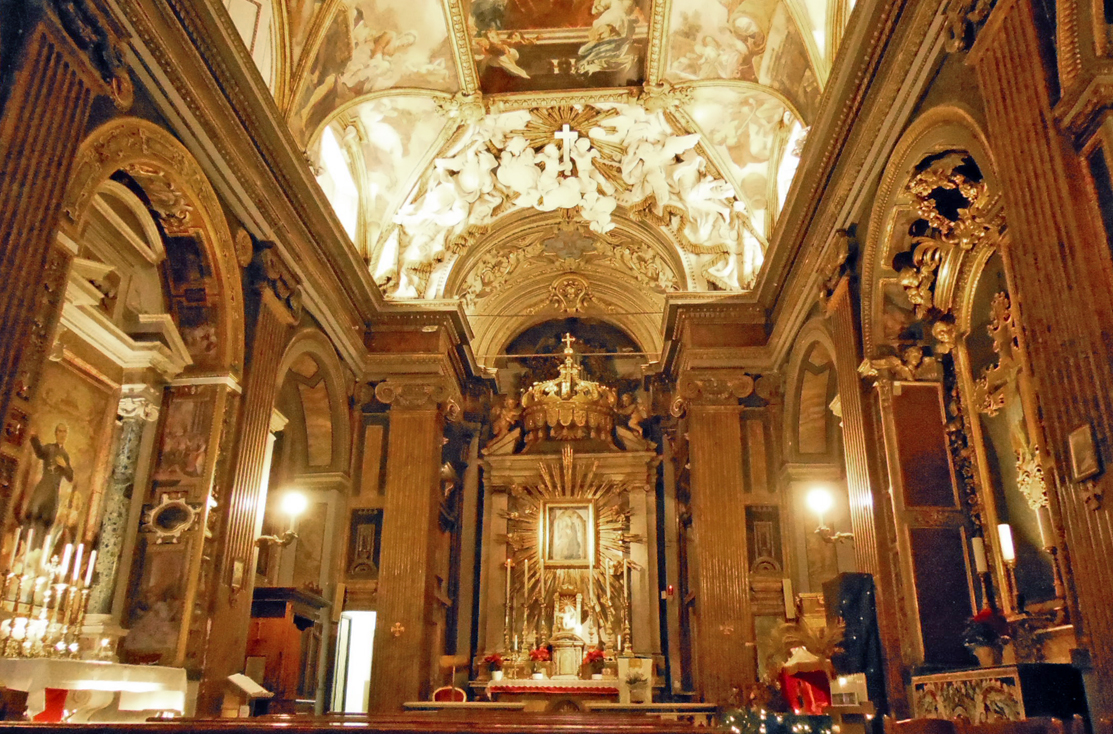
L'interno

La facciata della chiesa è vivacemente animata da paraste, cornici, finestre, targhe e nicchie. L'interno si presenta a navata unica, con abside e otto cappelle laterali, quattro per parte.
La volta fu affrescata dal pittore Antonio Gherardi nel 1669-1670, con raffigurazioni riguardanti la vita di Maria, incorniciate da stucchi dorati. Al centro troviamo la Presentazione di Maria al tempio, l'Assunzione e la Circoncisione di Gesù. Attorno a queste tre scene si sviluppano altre raffigurazioni: la Natività della Vergine, la Visita di Elisabetta, la Fuga in Egitto, Gesù fra i dottori nel tempio, l'Adorazione dei Magi, la Sacra Famiglia.
La volta è stata restaurata nel 1999.
Descrizione delle quattro cappelle di destra.
- Nella prima, nella quale un tempo si apriva una delle porte laterali, ora murate, si trovano due lapidi: una ricorda la concessione della chiesa ai Camilliani, l'altra la visita di Giovanni XXIII il 4 gennaio 1963.
- Nella seconda cappella l'altare è dedicato alla Madonna del Preziosissimo Sangue: qui è conservata una fotografia dell'originale, attribuito a Pompeo Batoni e conservato nel museo della Congregazione ad Albano. Anticamente questa cappella era dedicata al Crocifisso; nel sottarco sette piccole tele raffigurano diverse scena della vita di Gesù.
- Nella terza cappella è conservato un Crocifisso risalente al 1350 circa, di scuola veneziana; nel sottarco, scene della Passione dipinte da Francesco Grimaldi.
- Nella quarta cappella è una tela raffigurante una Crocifissione con la Vergine, San Giovanni e la Maddalena, opera del Grimaldi.

All'altare maggiore, nell'edicola che sovrasta il tabernacolo, si trova una tavola con Madonna col bambino (XV secolo), inserita all'interno di una raggiera dorata, sormontata da una corona donata dal Capitolo Vaticano nel 1677.
Descrizione delle quattro cappelle di sinistra (risalendo la chiesa verso l'uscita).
- Nella quarta, una tela del cappuccino Cosimo Piazza rappresenta il Martirio di San Cleto.
- Nella terza, sono conservate le spoglie di san Gaspare del Bufalo, fondatore della Congregazione a cui appartiene la chiesa: la scultura è stato realizzata nel 1954, quando Pio XII canonizzò il missionario.
- Nella seconda cappella, la tela raffigurante Santa Maria Maddalena comunicata dall'angelo è opera del 1672 di Luigi Scaramuccia, allievo del Reni e del Guercino;
- Nella prima cappella, dove un tempo si apriva la porta che portava nel cortile del convento, sono murate due lapidi: quella superiore ricorda la consacrazione della chiesa, il 25 marzo 1675; quella inferiore la traslazione dei resti mortali del beato don Giovanni Merlini, morto nel 1873.

Nel soffitto della sacrestia è conservato un bell'affresco raffigurante il Trionfo della croce, opera di Bartolomeo Morelli del 1674.